# Tank Piłsudskiego
Tank Piłsudskiego (inna nazwa Józef Piłsudski) – polski improwizowany samochód pancerny z okresu wojny polsko-ukraińskiej. Tank Piłsudskiego powstał na podstawie samochodu ciężarowego nieznanej marki.

## Historia

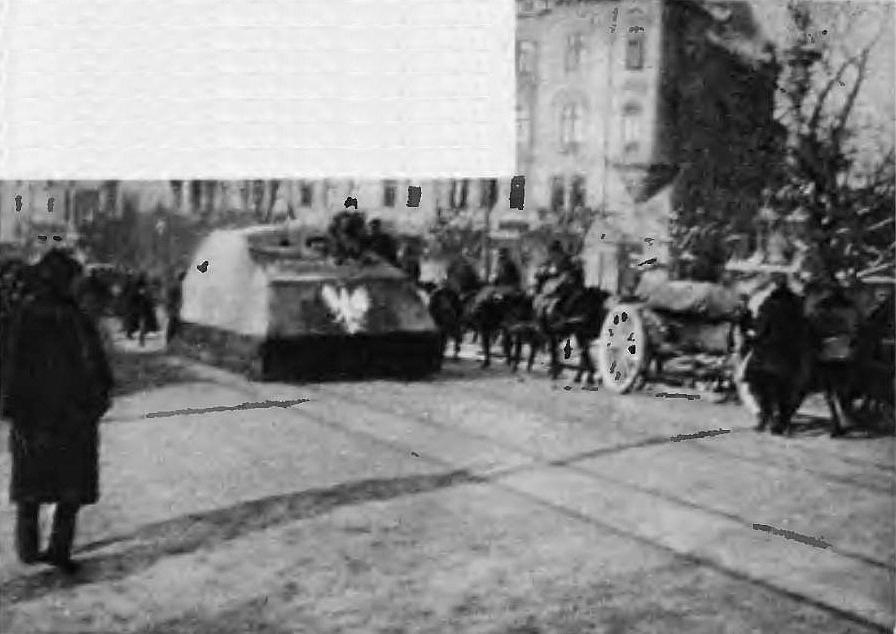
Tank Piłsudskiego na ulicach Lwowa w dniu oswobodzenia miasta przez Polaków 22 listopada 1918

Po wybuchu walk we Lwowie zrodził się pomysł zbudowania samochodu pancernego, który miałby wspierać szturm piechoty na zajęte przez wroga budynki. 
5 listopada ppor. Edward Sas-Świstelnicki otrzymał od kpt. Tadeusza Kudelskiego polecenie zorganizowania samochodu pancernego, natomiast projekt pojazdu opracował prof. Antoni Markowski, który kierował budową. Budowa pojazdu w Warsztatach Kolejowych trwała kilka dni do 7 listopada, gdy komendantem auta został mianowany ppor. Świstelnicki.
Pojazd ruszył do boju już 9 listopada, kiedy to wspierał atak oddziału por. Kazimierza Schleyena przez Ogród Jezuicki. Poza dowódcą pozostałą załogę stanowili: Eugeniusz Bernacki i Władysław Kubala (kierowcy) oraz Mieczysław Kretowicz, Edward Kustanowicz, Bronisław Nizioł i Stefan Zambelli (celowniczy karabinów maszynowych). Atak pojazdu został zatrzymany przez ustawioną przeszkodę, a następnie pojazd silnie ostrzelano. Na domiar złego trzy z czterech karabinów maszynowych będących uzbrojeniem pojazdu uległy zacięciu. Wobec tego pojazd został wycofany. 

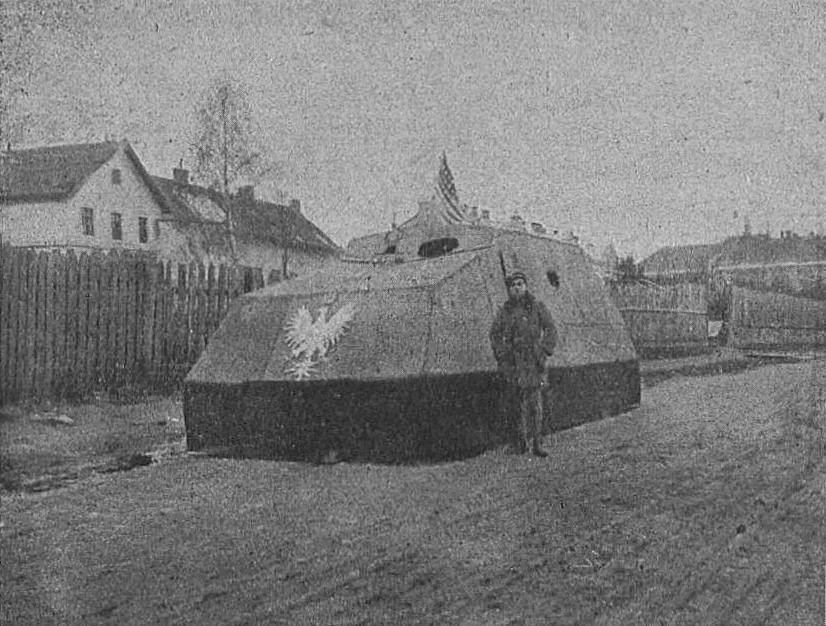
Tank Piłsudski

Za główny sukces taktyczny Tanku podczas natarcia 9 listopada uznaje się ściągnięcie na siebie większości ognia broni maszynowej Ukraińców, co znacznie ograniczyło i tak poważne straty polskiej piechoty, oraz wyeliminowanie obsług nieprzyjacielskich karabinów maszynowych w Pałacu Gołuchowskich. W efekcie natarcia udało się opanować kwartał zabudowy na południe od Ogrodu Jezuickiego, oraz zająć gmach Poczty Głównej.
Po kilku dniach obsługi, następnie po kolizji auta z drzewem oraz po załamaniu się obrony Ukraińców, w okresie trwających walk pozycyjnych załoga pojazdu stanowiła rezerwę bojową V odcinka, jedynie incydentalnie biorąc udział w akcji. Na koniec zmagań, 22 listopada tank został skierowany na rogatkę Łyczakowską celem zabezpieczenia, po czym na plac Krakowski, gdzie zastał go zwycięski koniec obrony Lwowa
Dalsze losy pojazdu nie zostały ustalone, prawdopodobnie wraz z drugim pojazdem (Kresowiec) wszedł w skład oddziału znanego jako Związek Aut Pancernych.

## Rekonstrukcja

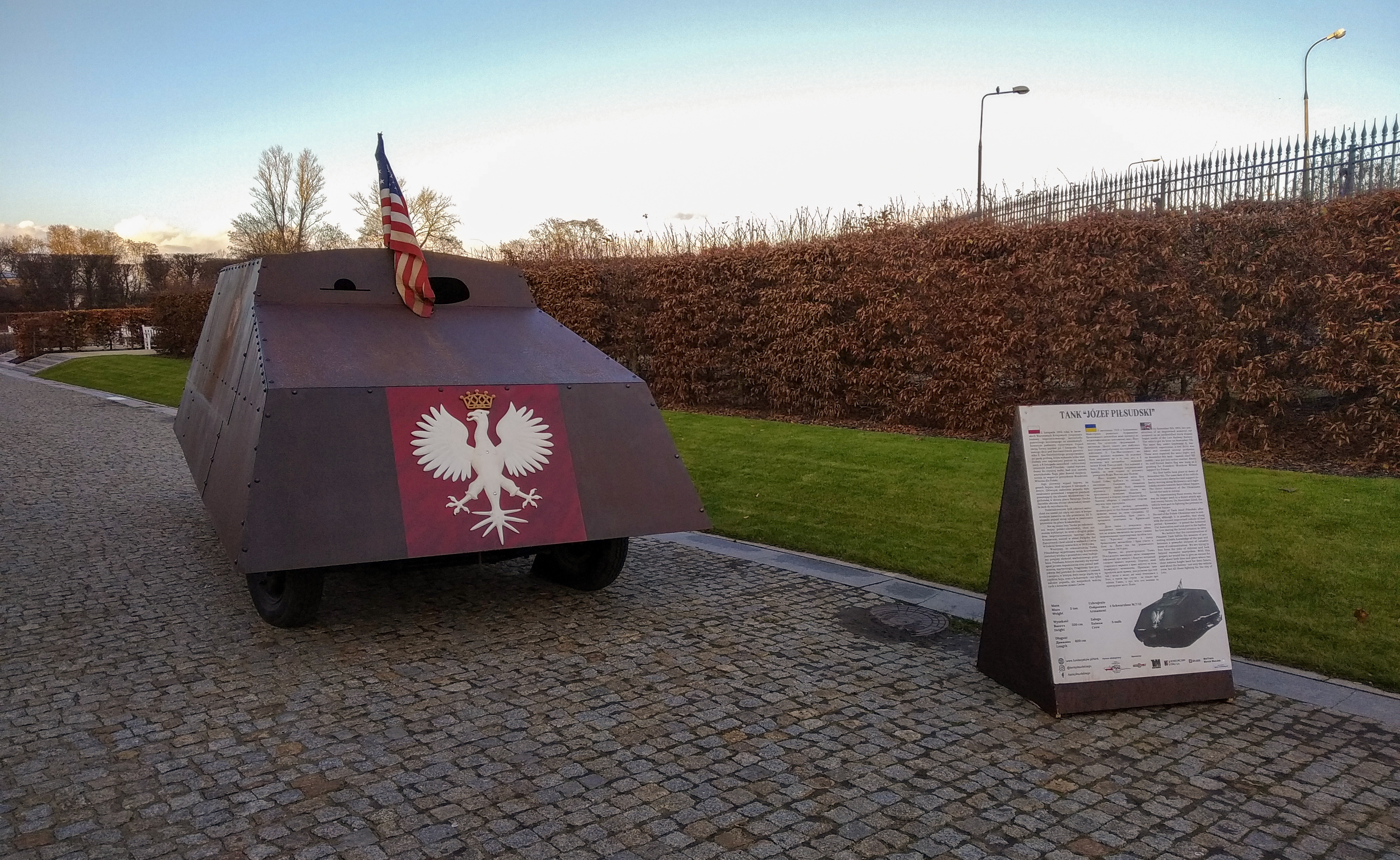
Współczesna rekonstrukcja Tanku Piłsudskiego

W 2018 odtworzenia pojazdu podjęła się Fundacja Kolejowe Przysposobienie Wojskowe. Z powodu braku dokumentacji, wymiary zostały obliczone według widocznej na jednym ze zdjęć lwowskiej kamienicy, która przetrwała do czasów współczesnych, służąc za skalę. 
Pancerz właściwy wykonano z kilkumilimetrowej blachy, jako siatkę zabezpieczającą pojazd od spodu wykorzystano tzw. "siatkę Ledóchowskiego". 
Replika pojazdu zaprezentowana została pierwszy raz publicznie na obchodach stulecia odzyskania niepodległości, 11 listopada 2018 roku.